# Sewickley Heights
Sewickley Heights é um distrito localizado no estado norte-americano da Pensilvânia, no Condado de Allegheny.

## Demografia
Segundo o censo norte-americano de 2000, a sua população era de 981 habitantes.
Em 2006, foi estimada uma população de 926, um decréscimo de 55 (-5.6%).

## Geografia
De acordo com o United States Census Bureau tem uma área de 19,0 km², dos quais 19,0 km² cobertos por terra e 0,0 km² cobertos por água.

## Localidades na vizinhança
O diagrama seguinte representa as localidades num raio de 4 km ao redor de Sewickley Heights.